# Radio3 Scienza
Radio3 Scienza è una trasmissione scientifica di Rai Radio 3, in onda dal lunedì al venerdì dalle 11:30 alle 12:00. Nasce nel 2003 da un'idea di Rossella Panarese, che continua in veste di curatrice fino alla morte avvenuta nel 2021. Il curatore è ora Marco Motta, che già precedentemente affiancava Panarese.
Radio3 Scienza indaga il rapporto tra scienza e società attraverso interviste in diretta con i protagonisti dell’attualità scientifica. Descrive le nuove scoperte, le contestualizza storicamente, ne discute con i ricercatori e le ricercatrici. Presenta libri e saggi scientifici, racconta con speciale attenzione il ruolo della scienza nel dibattito culturale e politico, segue festival e rassegne su tutto il territorio nazionale: il Festival della Scienza di Genova,  il Festival delle Scienze di Roma, il Festival della Scienza Medica di Bologna e molti altri.
Tutte le puntate di Radio3 Scienza a partire dal 2015 sono disponibili sulla piattaforma Raiplayradio nell'archivio della trasmissione e su tutte le principali piattaforme di podcasting.
Negli anni Radio3 Scienza ha proposto diversi cicli speciali. Ogni puntata degli speciali ha durata di qualche minuto, è stata trasmessa all’interno delle dirette ed è tuttora disponibile in streaming sul sito di Radio3Scienza. Tra gli altri Lessico vaccinale (2021), Dizionavirus Archiviato il 15 gennaio 2021 in Internet Archive. (2020), La scimmia nuda legge(2020), Archiviato il 27 ottobre 2020 in Internet Archive. (2018), Gettoni di scienza (2017-), Com'è fatto un calendario (2017), L'arca di Natale (2016), Si può fare. La Rete in 10 parole (2016).

## Storia
La prima puntata di Radio3 Scienza è andata in onda il 6 gennaio del 2003: al microfono c'era Claudia Di Giorgio, in redazione Cristiana Castellotti, Giovanni Spataro, Maria Angela Spitella, Francesca Tuzi. Da allora, è andata in onda sempre, festività comprese, ad eccezione delle giornate di capodanno.

## Staff

### Redazione
Oggi fanno parte della redazione Francesca Buoninconti, Paolo Conte e Roberta Fulci. La regia è di Marco Pompi.
Dalla redazione di Radio3 Scienza sono passati anche Antonella Alba, Luca Tancredi Barone, Matteo Bartocci, Silvia Bencivelli, Costanza Confessore, Matteo De Giuli, Cettina Flaccavento, Chiara Fanelli, Andrea Gentile, Gaetano Prisciantelli, Piero Pugliese e Chiara Valerio.

### Conduttori della trasmissione
Oggi si alternano al microfono Marco Motta, Elisabetta Tola, Paolo Conte, Roberta Fulci, Francesca Buoninconti e Luca Tancredi Barone. In passato sono stati conduttori del programma Silvia Bencivelli, Rossella Castelnuovo, Matteo De Giuli, Andrea Gentile, Arturo Filastò, Piergiorgio Odifreddi e Fabio Pagan. Conduttori storici della trasmissione sono stati Franco Carlini (1944-2007), e Pietro Greco (1955-2020).